# 181 Dywizja Strzelecka (ZSRR)
181 Dywizja Strzelecka (ros. 181-я стрелковая дивизия) – związek taktyczny (dywizja) Armii Czerwonej.
Sformowana w 1943, w Stalingradzie, walczyła na łuku kurskim, wyzwalała Czernihów i Łuck, forsowała Dniepr i Odrę. Wojnę zakończyła pod Wrocławiem.